# ドロアダイ
ドロアダイ（モンゴル語: Dolo'adai,中国語: 朶囉阿歹,? - ?）とは、13世紀初頭にモンゴル帝国に仕えたジャライル部出身の千人隊長。『元朝秘史』などの漢文史料では朶囉阿歹(duŏluōādǎi)、『集史』などのペルシア語史料ではدولادای باورچی（Tūlādāī bāūrchī）と記される。『集史』での表記に従い、ドラダイ・バウルチとも記される。

## 概要
『集史』「ジャライル部族志」によると、ドロアダイはチンギス・カンに仕えたノコルの一人で、オゴデイの王傅を務めたイルゲイ・ノヤンの弟であったという。1206年にモンゴル帝国が建国されると、ドロアダイは兄のイルゲイとともに帝国の幹部層たる千人隊長(ミンガン)に任ぜられ、『元朝秘史』の功臣表では40位に列せられている。ただし、イルゲイ率いる千人隊はオゴデイに与えられてオゴデイ・ウルスの一部となったのに対し、ドロアダイ率いる千人隊はチンギス・カンに直属する「大中軍(Yeke qol)」の所属となった。
チンギス・カンの死後、チンギス・カンに直属していた「大中軍」の千人隊長は生前の取り決めによって末子トゥルイに全て継承されたが、その勢力は第2代皇帝オゴデイをはるかに上回るものであった。そのため、オゴデイはトゥルイ家の勢力を削減するために様々な手を打ったが、その一つとしてトゥルイ・ウルスから4つの千人隊を引き抜いて自らの息子コデンに与えるという施策が行われた。この時、コデンに与えられた千人隊長の筆頭がドロアダイであり、この4千人隊を基にして河西一帯にコデン・ウルスが形成された。
トゥルイ・ウルスから牧民を奪うというこの施策に対して、チンギス・カンの定めた国体を覆すものであるという批判がノヤンの間で挙がったが、当時既に死去していたトゥルイの寡婦のソルコクタニ・ベキの説得によってノヤンらは引き下がったという逸話が伝えられている。
チベット語史料の『フゥラン・テプテル』にはコデンが始めてチベット地方に派遣した軍団の指揮官はrDorta nagであったと記されているが、音価の類似やコデン配下の将軍であるという点から、このrDorta nagはドロアダイの事を指すのではないかと考えられている（モンゴルのチベット侵攻#コデンによる侵攻（1240-1241年））。

## ジャライル部イルゲイ家
- カダアン（Qada'an ＞قدان/qadān）
  - イルゲイ・ノヤン（Ilügei noyan ＞亦魯該/yìlŭgāi,یلوکای نویان/īlūkāī nūyān）
    - エルジギデイ（Eljigidei ＞野里知吉帯/yělǐzhījídài,یلچیدای/īlchīdāī/erkertai）
    - ダーニシュマンド（Dānishmand ＞دانشمند）

  - ドロアダイ・バウルチ（Dolo'adai ba'urči ＞朶囉阿歹/duŏluōādǎi,دولادای باورچی/dūlādāī bāūrchī）